# Liadh Ní Riada

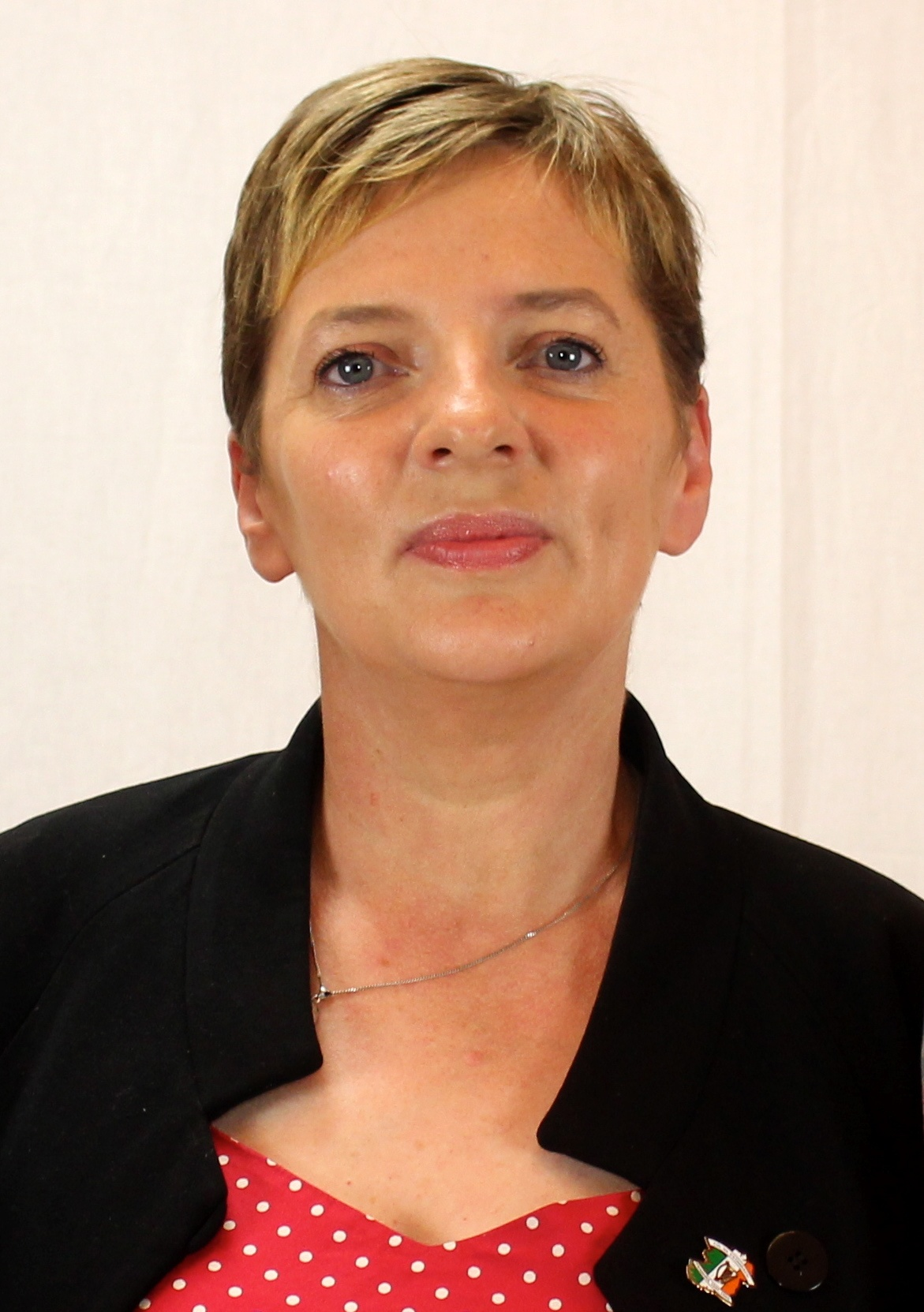
Liadh Ní Riada (2013)

Liadh Ní Riada [ˈlʲiə niː ˈɾiəd̪ə] (* 28. November 1966 in Dublin) ist eine irische Politikerin der Sinn Féin und ehemaliges Mitglied des Europäischen Parlaments.

## Leben
Ihr Vater ist der Komponist Seán Ó Riada. Bei der Europawahl 2014 wurde sie im Wahlkreis Süd ins Europäische Parlament gewählt und war dort Mitglied der GUE/NGL-Fraktion im Haushaltsausschuss, im Fischereiausschuss und in der Delegation für die Beziehungen zur Volksrepublik China. 2019 konnte sie ihr Mandat nicht verteidigen und beantragte zunächst eine komplette Neuauszählung der Stimmen im Wahlkreis South, der am 30. Mai beschlossen wurde.  Am 5. Juni zog Ní Riada den Antrag auf Neuauszählung zurück und schied damit aus dem Parlament aus.
Bei der Präsidentschaftswahl am 26. Oktober 2018 kandidierte sie für Sinn Féin, erhielt jedoch nur 6,4 %.